# Бразильсько-новозеландські відносини

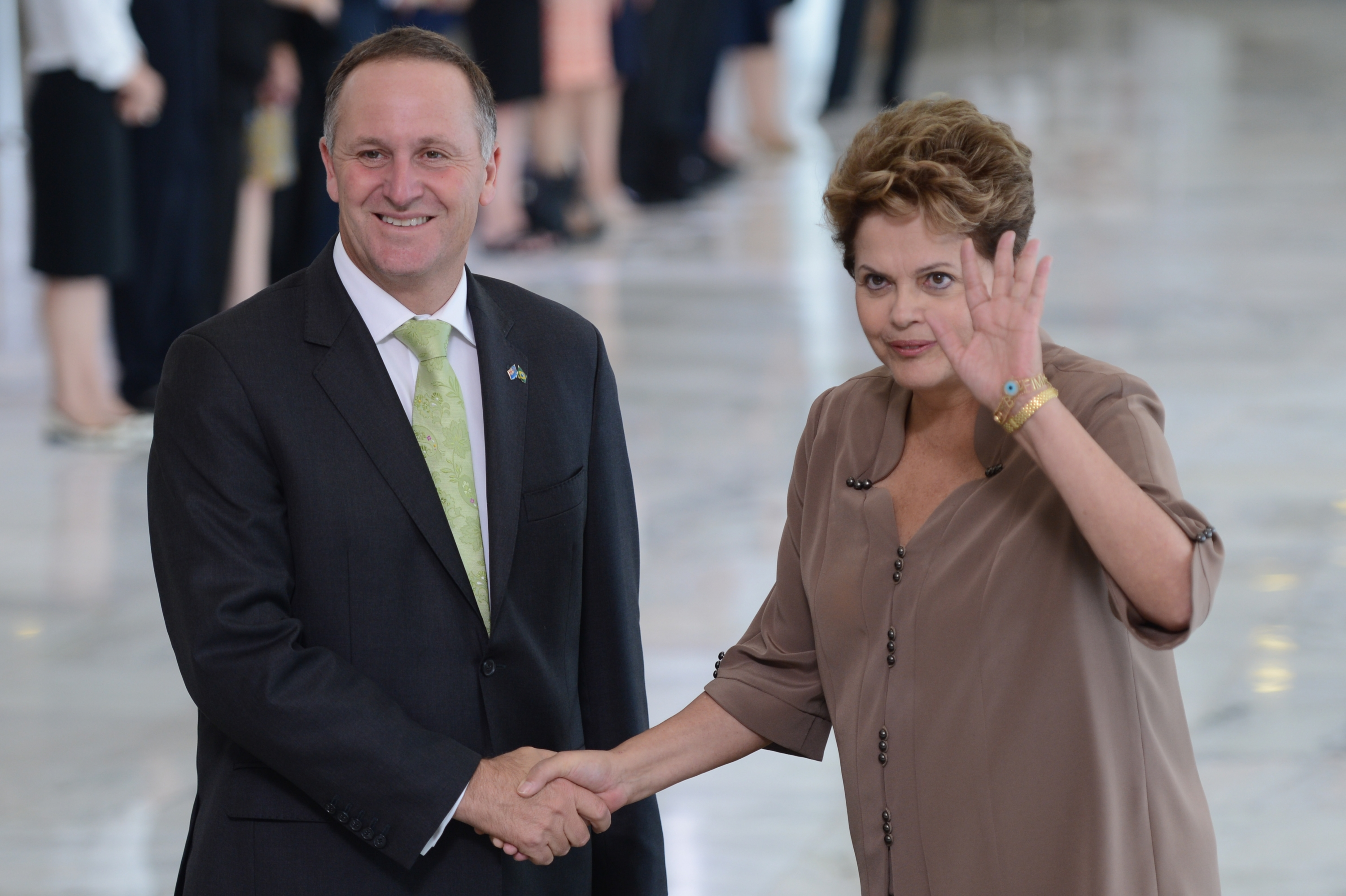
Прем'єр-міністр Нової Зеландії Джон Кі на зустрічі з президентом Бразилії Ділмою Русеф у 2013

Бразильсько-новозеландські відносини - двосторонні дипломатичні відносини між Бразилією та Новою Зеландією. Держави є членами Кернської групи, Організації Об'єднаних Націй та Світової організації торгівлі.

## Історія
Під час періоду європейського колоніалізму Бразилія та Нова Зеландія контактували, коли португальські кораблі, які перевозили товари з Бразилії, торгували з британськими кораблями, які перевозили товари з Нової Зеландії.
В 1874 перепис населення Нової Зеландії показав, що там проживають вихідці з Бразилії.
Під час Другої світової війни солдати з Бразилії та Нової Зеландії разом боролися під час Італійської кампанії (1943-1945). Держави є членами-засновниками Організації Об'єднаних Націй.
У 1964 встановлено офіційні дипломатичні відносини між державами.
В 1997 Бразилія відкрила посольство у Веллінгтоні.
У листопаді 2001 прем'єр-міністр Нової Зеландії Хелен Кларк здійснила візит до Бразилії, ставши першою в історії країни, і відкрила посольство Нової Зеландії до Бразилії.
У 2010 між державами узгоджено схему відпускно-робочої візи.
У 2013 прем'єр-міністр Нової Зеландії Джон Кі відвідав Бразилію, де відбулася офіційна зустріч із президентом Бразилії Ділмою Русеф.
Бразильці - найбільша латиноамериканська громада в Новій Зеландії. У 2018 держави провели в Бразиліа VIII Політичну консультативну нараду між Бразилією та Новою Зеландією.

## Візити на державному рівні
З Бразилії до Нової Зеландії:
- Міністр зовнішніх зв'язків Бразилії Селсу Аморім (2008).

З Нової Зеландії в Бразилію:
- Прем'єр-міністр Хелен Кларк (2001);
- Прем'єр-міністр Джон Кі (2013);
- Генерал-губернатор Джеррі Матепараї (2016).

## Торгівля
У 2018 обсяг товарообігу між державами становив суму 204 мільйони доларів США.
Експорт Бразилії до Нової Зеландії: кава в зернах, апельсиновий сік та тютюн.
Експорт Нової Зеландії до Бразилії: молочні продукти, ківі та риба.

## Дипломатичні представництва
- Бразилія має посольство у Веллінгтоні[9];
- Нова Зеландія має посольство в Бразиліа і генеральне консульство в Сан-Паулу[10].